# 1561 Fricke
1561 Fricke este un asteroid din centura principală, descoperit pe 15 februarie 1941, de Karl Reinmuth.